# Kitadaitō (Okinawa)
Kitadaitō (北大東村, Kitadaitō-son) est un village du district de Shimajiri, situé dans la préfecture d'Okinawa, au Japon.

## Géographie

### Situation
Kitadaitō occupe la totalité de Kitadaitō-jima, à environ 350 km à l'est de l'île d'Okinawa, au Japon. Okidaitō-jima, une île inhabitée, fait également partie du village.

### Démographie
Au 30 avril 2022, la population de Kitadaitō s'élevait à 547 habitants répartis sur une superficie de 13,09 km2.

## Transport
Kitadaitō est accessible par avion. Les bateaux ne peuvent pas accoster car il n’y a pas de port sur l’île.

## Patrimoine culturel et naturel
Le village de Kitadaitō compte treize éléments désignés ou enregistrés comme patrimoine matériel, culturel ou naturel, au niveau national ou municipal,. 
- Nom (japonais) (type d’enregistrement)

### Patrimoine matériel
- Alimentation en eau et baignoire des Bains Shimosaka de l’ancienne sucrerie de Tōyō  (旧東洋製糖下阪浴場水取場・風呂場?) ( National)
- Ancienne sucrerie de Tōyō (branche de Kitadaitō) (旧東洋製糖北大東出張所?) ( National)
- Grenier de stockage du phosphate de l’ancienne sucrerie de Tōyō  (旧東洋製糖燐鉱石貯蔵庫?) ( National)
- Hôtel Nirokusō (弐六荘?) ( National)
- Ponton de chargement du phosphate de l’ancienne sucrerie de Tōyō  (旧東洋製糖燐鉱石積荷桟橋?) ( National)
- Réservoir d’eau et baignoire des bains des employés de l’ancienne sucrerie de Tōyō  (旧東洋製糖社員浴場貯水タンク・風呂場?) ( National)
- Résidence de la famille Sueyoshi (mur de pierre, bâtiment principal)  (末吉家住宅 石垣・主屋?) ( National)

### Sites historiques
- Site de la mine de phosphate de l’île de Kitadaitō (北大東島燐鉱山遺跡?) ( National)

### Lieux de beauté pittoresque
- Site de la mine de phosphate de l’île de Kitadaitō (北大東島燐鉱山遺跡?) ( National)

### Monuments naturels
- Communauté de lataniers de Chine (Livistona chinensis) de Nakano (中野のビロウ群落?) (Municipal)
- Communauté spéciale des falaises et talus de Nagahagu (長幕崖壁及び崖錐の特殊植物群落?) ( National)
- Grotte de Hokusendō de l’aza de Nakano (北大東村字中野の北泉洞?) (Préfectoral)
- Site de la mine de phosphate de l’île de Kitadaitō (北大東島燐鉱山遺跡?) ( National)